# Cathédrale Saint-Martin de Mayence
Cette  cathédrale n’est pas la seule cathédrale Saint-Martin.

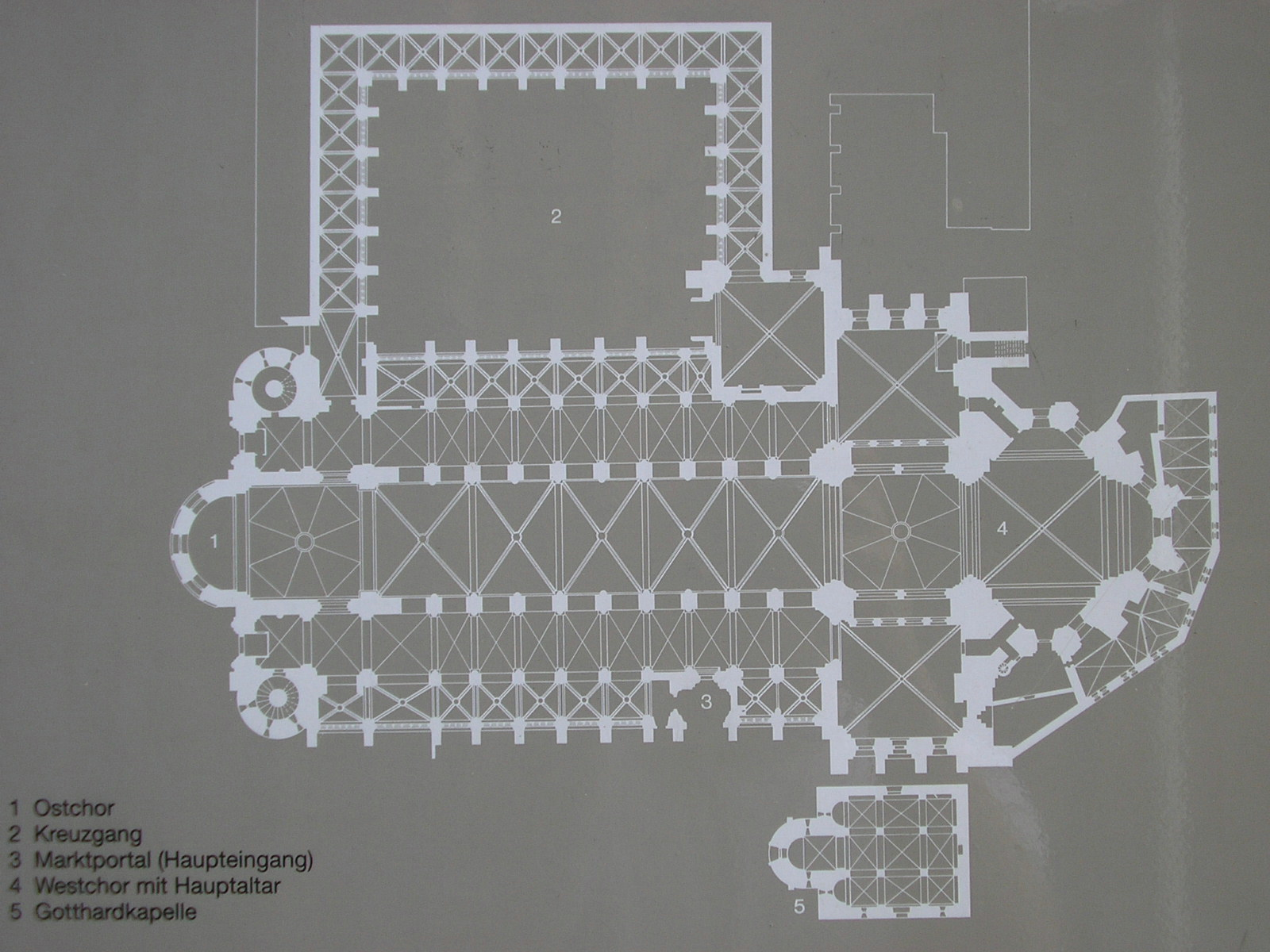
Plan schématique de la cathédrale de Mayence, avec le nord vers le bas. On repère clairement la structure à double chœur. Du côté sud (en haut), où le cloître jouxte la cathédrale, se trouve la Memorienkapelle (chapelle de la mémoire). La sacristie gothique est bâtie autour du chœur ouest (à droite). Au nord (en bas) est également représenté la Gotthardkapelle (chapelle Gotthard).

La cathédrale Saint-Martin de Mayence (en allemand Mainzer Dom ou Hoher Dom zu Mainz) est le siège du diocèse de Mayence en Allemagne. Son saint patron est Martin de Tours, l'un des Pères de l'Église. Son chœur est dédié à saint Étienne, premier martyr chrétien. La base de sa construction est une « basilique à colonnes » d'architecture romane possédant trois nefs (fin du Xe siècle), à laquelle ont été ajoutés par la suite des éléments gothiques et baroques (XVIIe et XVIIIe siècles). Elle a fêté son millénaire en 2009.

## Architecture et histoire de la construction

### Construction par les archevêques Willigis et Bardo

#### Motivation
Probablement peu après sa nomination en 975, l'archevêque de l'époque, Willigis, décida de la construction d'une nouvelle cathédrale de style ottonien. Il est possible que ce haut-chancelier du Saint-Empire romain germanique — charge automatiquement conférée aux archevêques de Mayence — et ancien courtisan d'Otton Ier ait commencé les travaux vers 998 pour s'assurer le privilège de sacrer le Roi de Germanie, mais la durée extrêmement brève qu'aurait nécessité leur achèvement laisse douter de cette théorie.
Toutefois, il reste sûr que l'édification de la cathédrale n'a pas été envisagée dans un but pastoral. Du temps de Willigis, la ville de Mayence certes prospérait, car elle était devenue le siège d'un des principaux Princes-Électeurs de l'Empire, mais non pas au point que ses quelques milliers d'habitants ne puissent trouver leur place dans la nouvelle cathédrale. Le nouvel édifice n'avait donc pas pour but d'assouvir les besoins des croyants. Il était destiné à être une cathédrale impériale, symbole architectural d'un empire qui finissait petit à petit à se constituer. Grâce à elle, on devait voir en l'Église de Mayence une Seconde Rome.

#### Exécution

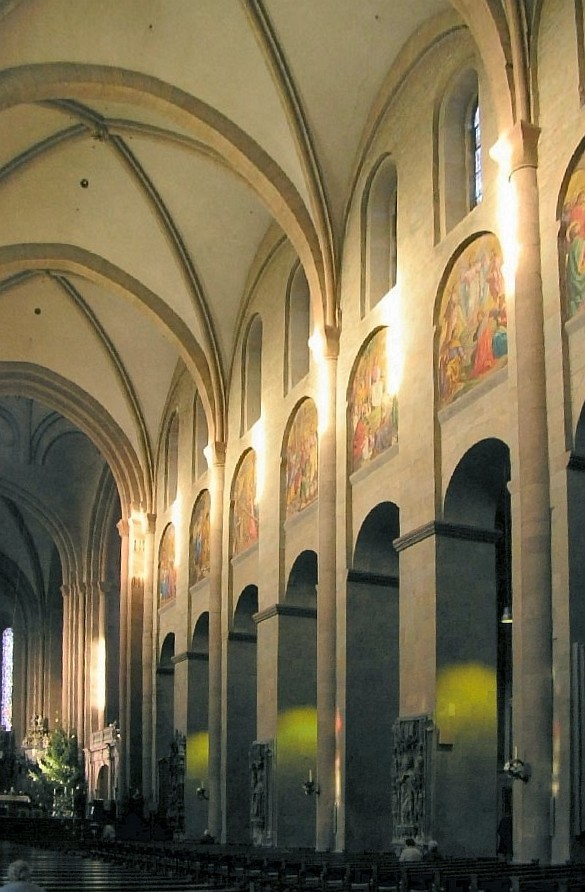
Vue latérale de la nef principale avec, en haut, les trois premières voûtes dont les arcs ne terminent pas au-dessus des fenêtres mais en dessous. Sur le mur latéral, entre chaque paire de colonnes, est représentée la vie de Jésus Christ (1859–1864) dans le style nazaréen de Philipp Veit.

Willigis avait fait construire d'emblée une « basilique à colonnes » possédant deux chœurs, deux collatéraux de part et d'autre de la nef centrale et six tours. En forme de croix latine, elle ne possédait encore aucune voûte en raison de sa taille. Le sous-sol était encore de type marécageux à cause de la proximité du Rhin ce qui a posé des problèmes avec les fondations au cours des siècles.
Malgré divers ajouts et modifications, la cathédrale a gardé cette forme générale. Une petite église mariale indépendante y était reliée depuis l'est par une colonnade ; au cours du temps, cette église s'est transformée en la grande église diocésaine Sainte-Marie aux Marches (aussi Liebfrauenkirche - en français : église Notre-Dame). La nouvelle cathédrale fut édifiée là on l'on pensait se situer le quartier des temples pendant l'ère romaine. Il est possible qu'elle ait supplanté l'église voisine de Saint-Jean bien que le rôle de cathédrale de cette dernière n'ait pas été clarifié. De toute façon, l'abbaye Saint-Alban devant Mayence était à ce moment le lieu le plus important de l'archevêché depuis près de deux siècles : avec sa longueur exceptionnelle pour l'époque, d'environ 75 m, elle constituait le siège des synodes et réunions importants ; y étaient par ailleurs enterrés les archevêques de Mayence.
Les couleurs de la cathédrale à cette époque restent aujourd’hui un domaine de recherche important pour le conservateur. Ce n’est qu'en 2002, lors de la rénovation de la partie est, qui conserve beaucoup d’éléments de la construction originale, que des découvertes ont permis d’établir l’apparence de la cathédrale avant les travaux de l’empereur Henri IV. Par la suite, en effet, l'extérieur de la cathédrale a été blanchi à l’exception des bandes murales verticales (lésènes) et des corniches. L’intérieur a probablement été blanchi à son tour au XIe siècle durant l’épiscopat de Bardo ; la distribution de l’époque n’avait toutefois pas grand-chose à voir avec celle d’aujourd’hui (voir ci-dessous).
La décoration en couleurs du Moyen Âge tardif est quasiment inconnue. Il est toutefois possible que les travaux de restauration à venir nous donnent des indications. On connaît davantage les couleurs durant la période baroque et au XXe siècle (voir sections correspondantes).

#### Le chœur ouest
La plupart des églises de l'époque avaient un chœur principal situé à l'est (chœur dit « orienté »). Willigis fit construire a contrario un édifice dirigé vers l'ouest à l'instar des grandes cathédrales de Rome. L'édifice de Willigis, avec son atrium faisant face à l'église, ses arcades et sa nef de décharge à l'ouest, offre une ressemblance particulière avec l’ancienne basilique Saint-Pierre de Rome, et il entrait en effet certainement dans les intentions de l'ambitieux archevêque de Mayence de fonder ses prétentions au pouvoir par cette réminiscence architecturale : vers la fin du premier millénaire, les rôles politiques dans le Saint-Empire n'étaient pas aussi clairement définis qu'ils allaient le devenir peu à peu au cours du Moyen Âge. Le 29 août 1009, jour prévu de la consécration (mais d'autres sources évoquent le 28 août), un incendie ravagea l'édifice. L’origine de ce sinistre est attribuée aux lustres suspendus dans la cathédrale à l'occasion de la cérémonie, car il était fréquent au Moyen Âge d'éclairer les églises avec des torches pour ce genre d'occasion.
Sous le règne des successeurs immédiats de Willigis, Archambaud et Aribon, La cathédrale resta en chantier. Il devait revenir à l'archevêque Bardo (1031-1051) de parachever l'œuvre de ses prédécesseurs, si bien que c'est le 10 novembre 1036 qu'en présence de l'empereur Conrad II la cathédrale fut consacrée. On ne reconstruisit pas les colonnades ouvertes menant à l'église Sainte Marie. Aribon fut le premier évêque à y être inhumé, avec son tombeau placé dans le chœur occidental d'une cathédrale toujours en devenir. Avant la construction de la cathédrale, les archevêques préféraient se faire inhumer dans l’abbaye Saint-Alban, alors sanctuaire de rayonnement interrégional. Willigis, quant à lui, avait été inhumé dans la deuxième église qu'il avait fait construire, l’église Saint-Étienne.

### Le chœur est de l'empereur Henri IV

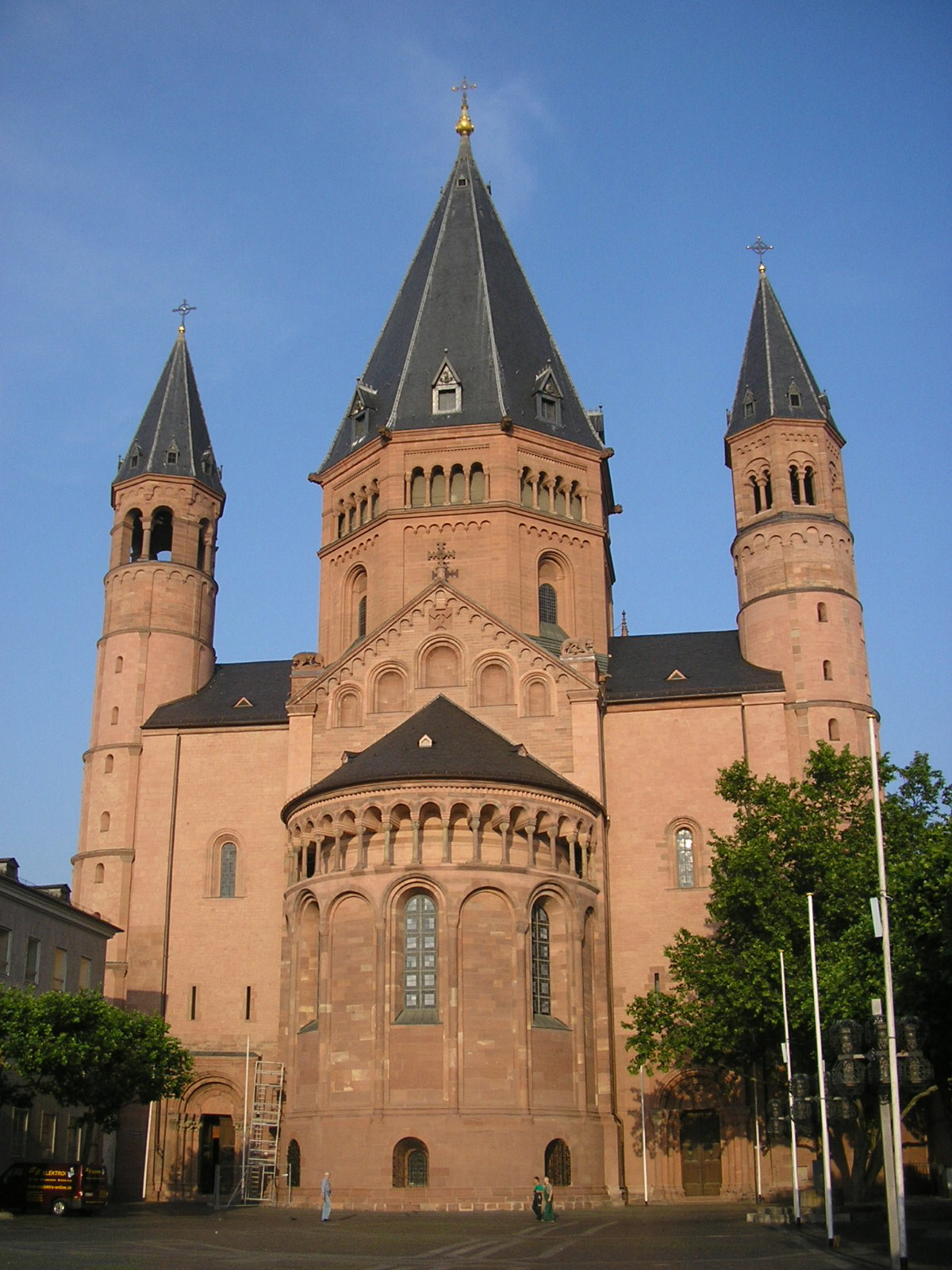
Chœur orienté et partie orientale de la nef. Comme à Worms, Spire et Maria Laach, la façade présente trois tours. La nef et les étages inférieurs des tours latérales sont les principaux vestiges de l'époque de Willigis.

Le financement de l'empereur Henri IV du Saint-Empire a une grande importance dans la construction de la cathédrale. L'incendie de 1091 avait alors gravement endommagé l'édifice. Ainsi, vers 1100, Henri IV, qui avait aussi fait restructurer la Cathédrale de Spire, commença des aménagements de la cathédrale abîmée en s'inspirant du style lombard. À l'extrémité du chœur est, il fit construire une abside à arcades fausses avec un déambulatoire, similaire à celle de Spire, et remplaça la tour d'origine, probablement carrée, par une coupole octogonale.
Sous le chœur orienté, l'empereur ordonna le creusement d'une crypte tripartite, qui pour le style empruntait sans doute également à la cathédrale de Spire. Celle-ci devait cependant être démantelée au cours du chantier, en tout cas avant 1230, au profit du rétablissement d'une continuité de niveau du plancher.
En outre, sous le règne de l'empereur Henri IV, la partie orientale de la nef fut rehaussée et deux grands portiques à colonnade, qui comptent parmi les plus anciens à ce jour, furent édifiés près de l'abside. En 1106, à la mort de l'empereur et donateur, plusieurs parties de l'édifice étaient encore en travaux. On peut encore le voir aujourd’hui : tandis que la porte méridionale arbore de précieux chapiteaux richement ouvragés, les chapiteaux de la porte septentrionale et du triforium sont restés inachevés jusqu'à ce jour. Avec la cessation des subsides royaux, les Magistri Comacini– éminents tailleurs de pierre venus de Lombardie – se retirèrent. La mort de l'empereur inspira à ses biographes des complaintes prosaïques qui expriment clairement ce que cette disparition impliquait pour la cathédrale : « Malheureuse Mayence, quel joyau tu as perdu là, quel artiste capable de réparer les ruines de ton monastère il te faut déplorer ! S'il avait pu survivre, et mettre la dernière main à la construction de ton monastère qu'il avait inauguré, celui-ci aurait sans contredit pu rivaliser avec le célèbre monastère de Spire ». La cathédrale de Mayence, par le fait qu'avec Henri IV un empereur s'y est impliqué, appartient, avec la cathédrale de Worms et la cathédrale de Spire aux trois cathédrales impériales de Rhénanie.

#### Édifice à deux chœurs
Le sens ou l'idée qui se cachent derrière la structure à double chœur font toujours objet de débat. Avant, on supposait souvent que les chœurs en vis-à-vis renvoyaient de façon imagée aux concepts de sacerdotium à l'ouest et d'imperium à l'est, c'est-à-dire aux pouvoirs spirituel (incarné par l'évêque) et temporel (incarné par le roi). Cette théorie ne peut être établie. Actuellement, on attribue une fonction liturgique à la conception de l'édifice : la structure permettait des processions solennelles entre les deux chœurs. Au début, ceux-ci étaient utilisés à égalité. Plus tard, le chœur a davantage servi aux messes paroissiales et le chœur principal (ouest) fut employé par l'évêque pour les messes pontificales. Au cours des siècles, le chœur a vu son emploi décliner progressivement. Aujourd'hui s'y déroulent les Heures canoniales du chapitre de la cathédrale.

### La construction de la nef actuelle

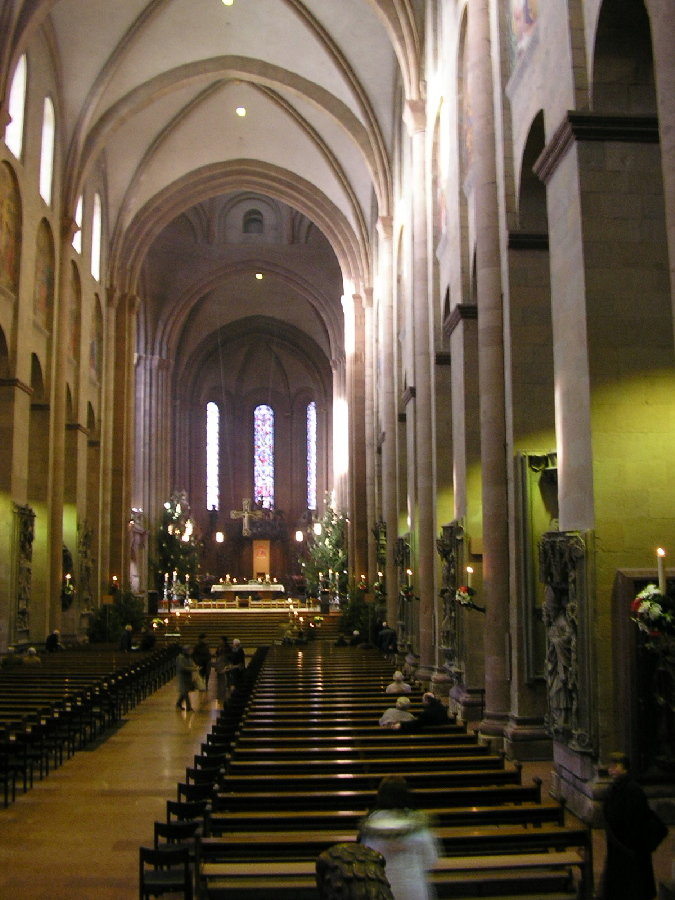
Vue sur la nef principale et le chœur ouest.

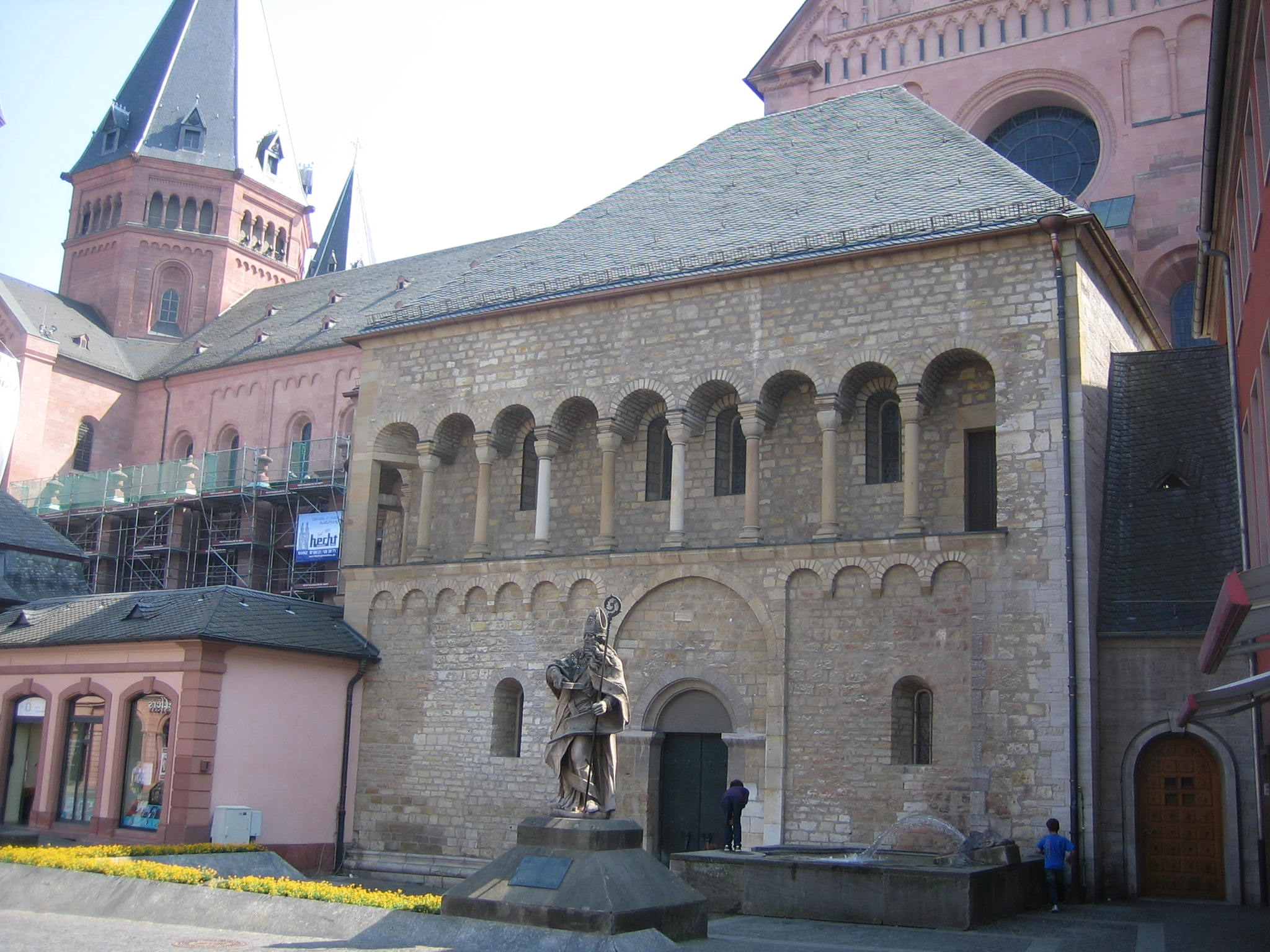
Chapelle Saint-Godehard, vue de la Place du Marché

Le chantier de la cathédrale fut repris par la suite par les archevêques. Toutefois l'interruption des subsides royaux se traduisit par une nef de qualité inférieure à celle du chœur occidental. Pour ce dernier, l'empereur avait fait rapporter depuis les monts de Spessart et le val du Haardt (Pfälzerwald) un grès de haute qualité, qu'on avait déjà employé pour la cathédrale de Spire et la chapelle de l'abbaye de Limburg. Par la suite, on se rabattit sur le calcaire coquiller des carrières de Weisenau. On ignore toutefois précisément à quel moment la construction de la nef a débuté, mais probablement à la suite de l'incendie qui ravagea la cathédrale en 1190.
L'archevêque Adalbert Ier de Sarrebruck (1110 † 1137) fit ériger une chapelle romane à deux niveaux jouxtant la cathédrale, dite Chapelle Saint-Gothard (d’après Gothard de Hildesheim), en tant que chapelle princière de l'archevêque. Comme les ogives de cette chapelle sont identiques à celles de la nef, il est possible qu’Albert ait aussi été le premier maître d'ouvrage de la nef remplaçant celle de Willigis. Les sources évoquent un « tectum » (ce terme pouvant désigner les ogives ou la charpente) somptueux.
Pour ce qui est de la conception de la nef, les maîtres d’œuvre se tournèrent de nouveau vers la cathédrale de Spire, qui, en tant que premier grand édifice à travée ogivale au-delà des Alpes, donnait pour l’Allemagne le modèle de l'architecture romane. Toutefois la nef centrale à Mayence ne pouvait en être une simple copie, parce qu'il fallait régler la construction sur la hauteur du chœur oriental attenant. C'est pourquoi la nef centrale fut construite considérablement moins haute que dans le modèle de Spire : 28 m au lieu de 33 m, mais comme une basilique à colonnade. C'est pourquoi les baies de la claire-voie devaient être adossées par paires. Ainsi, il n'était plus possible de cerner les fenêtres hautes de baies aveugles comme on l'avait fait à Spire. À Mayence, ces baies aveugles culminent sous les fenêtres hautes et forment ainsi une brèche tripartite du mur, ce qui pour l'époque était une nouveauté.
Dans l'ensemble, la nef est d'un style dépouillé : on a renoncé aux ornements majestueux de Spire. Quant aux murs extérieurs, ils étaient vraisemblablement conçus de façon purement fonctionnelle. Ils ont presque entièrement disparu lors de l'édification de la chapelle gothique latérale commencée en 1279.
On travailla à cette nef, de façon plus ou moins suivie, pratiquement tout au long du XIIe siècle. La dernière phase active du chantier, où la nef de la cathédrale fut dotée d'une croisée d'ogives au lieu d’une voûte d'arête, une curiosité dans un contexte roman, se situe vers 1200.

### L'aile ouest

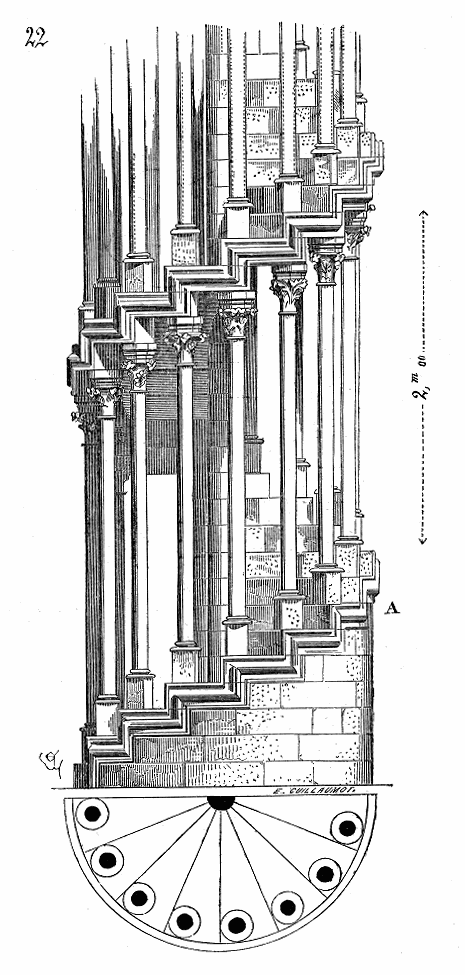
…On voit une de ces vis, enclose entre des colonnes, et qui date du milieu du XIIIe siècle. Moitié de son plan et une révolution entière…(Eugène Viollet-le-Duc: Dictionnaire raisonné de l’architecture française du)

Ce n'est qu'au cours de cette ultime phase de construction qu'on s'avisa de reconstruire l'ancienne aile-ouest du temps de Willigis. L'exécution suivit complètement les canons du roman tardif de Basse-Rhénanie, alors que l'aile orientale était du style roman primitif de Haute-Rhénanie. Ce contraste s'observe particulièrement aux chapiteaux finement sculptés et développés avec beaucoup d'art, à une ornementation plus riche, qui au cours du temps se substitua aux formes sévères du style roman primitif.
Pour la voussure de la nouvelle aile ouest, on dut raccourcir le collatéral de décharge de Willigis, un ouvrage typique du roman primitif (comparez avec la chapelle de l'abbaye de Fulda), afin de couvrir les extrémités nord et sud d'un arc chacune. L'intérieur de la nouvelle aile, qui devait se raccorder à la nef, fut pour cette raison divisé avec des murs dépouillés, mais cependant ajourés de grands vitraux. Une exception à ce dépouillement est la grande coupole du transept à croisée octopartite qui, non seulement est ajourée de vitraux, mais est également ornée de baies aveugles, de frises en plein cintre et de chapiteaux à colonnes.
Le chœur principal de la cathédrale, à plan trifolié, se termine par le collatéral de l'aile occidentale : trois absidioles, autour d'une voûte en berceau, referment les trois autres côtés ; mais ces absidioles ne sont pas circulaires : elles sont composées de deux arcs brisés. Les deux piliers ouest de la croisée sont dotés d'une structure massive pour pouvoir supporter les deux tours octogonales. La façade ouest, au contraire, est très ouvragée, du moins en ce qui concerne les étages les plus élevés. Comme la cathédrale était sans cesse agrandie, la décoration des niveaux inférieurs était une préoccupation secondaire, et les derniers étages sont d'autant plus somptueux. La croisée du chœur est fermée sur ses trois côtés de pignons, ajourés sur les côtés d'élégantes rosaces. Depuis 1769, une statue du patron de la cathédrale, Saint Martin, domine l'édifice à l'intersection des pignons sur le chœur ouest (elle a été remplacée en 1928 par une copie). Les absides elles-mêmes sont entourées d'un déambulatoire. Cette aile occidentale trouve son aboutissement dans l'ordonnance des murs pignons des collatéraux, ornés de baies aveugles, de chapiteaux et de meneaux. Sa coupole, qui passe pour l'un des chefs-d'œuvre de l'époque Hohenstaufen, est l'une des ultimes expressions de l'art roman ; à l'époque de sa construction, le style gothique était depuis longtemps prévalent en France, et il ne s'écoulerait qu'une décennie avant le début des travaux de la cathédrale de Cologne.
Cette aile, une fois terminée, fut consacrée le 4 juillet 1239 par l'archevêque Siegfried III von Eppstein.

### Éléments gothiques

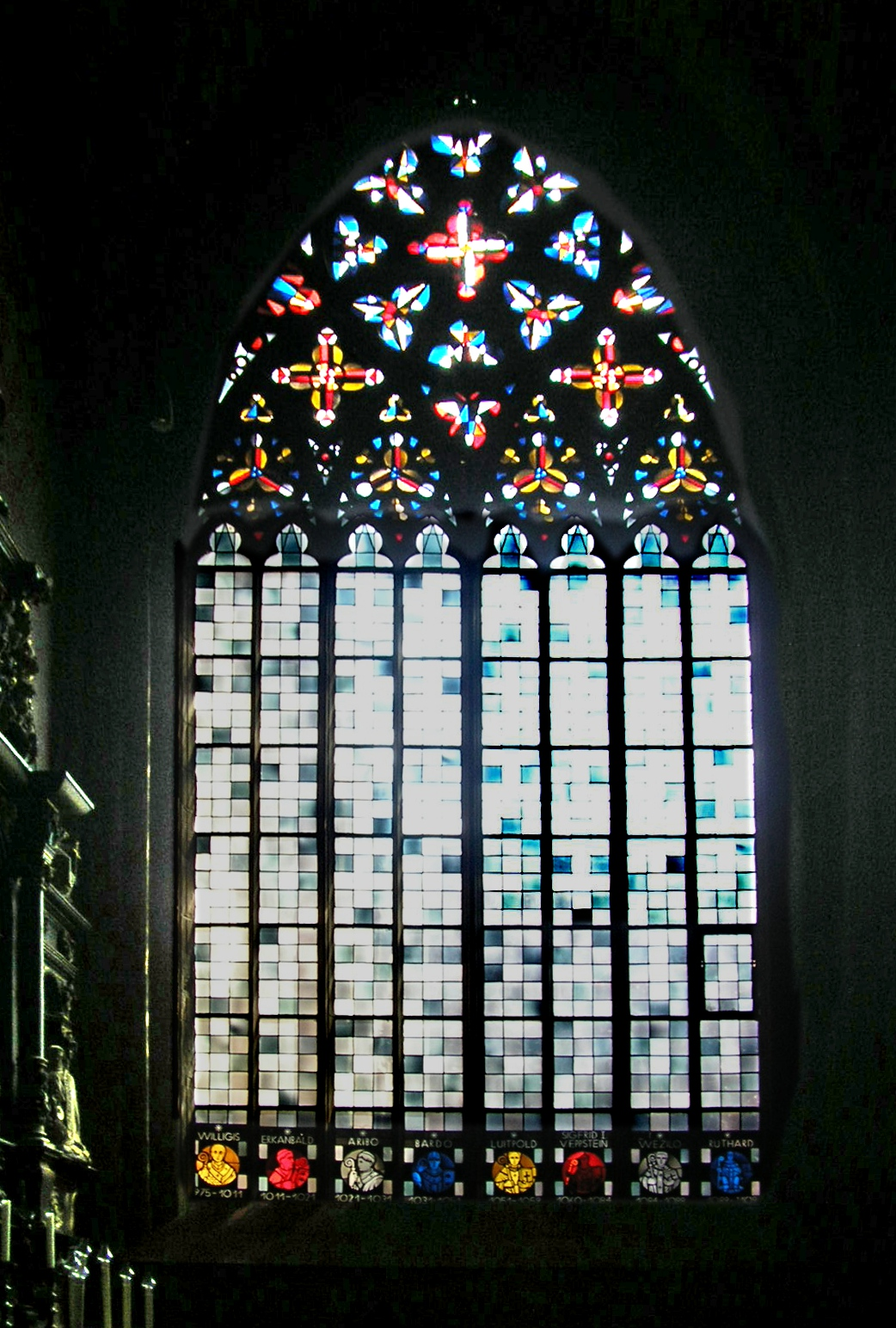
Fenêtres à meneaux des chapelles construites en 1278. Les vitraux ne sont plus ceux du Moyen Âge, qui ont été remplacés et redessinés après la Deuxième Guerre mondiale. On peut voir, dans la partie inférieure du vitrail, les portraits stylisés et les armes des archevêques de Mayence, de Willigis au cardinal Karl Lehmann.

Au début de la construction de l'aile ouest de style roman tardif, le Maître de Naumburg conçut un jubé d'inspiration déjà gothique représentant le Jugement dernier. Il fut démonté en 1682 et remplacé par des absidioles baroques, dont il ne subsiste aujourd’hui que les jonctions au transept. Quant au jubé ouest du Maître de Naumburg, il n'en reste que des fragments épars : certains ont été conservés, comme la célèbre Tête au bandeau, aujourd’hui au Musée épiscopal de Mayence, ou le cavalier de Bassenheim, un bas-relief de Saint-Martin qui se trouve dans l’église paroissiale de Bassenheim près de Coblence.
À partir de 1279, les collatéraux de la cathédrale furent peu à peu convertis en chapelles latérales gothiques ajourées de fenêtres hautes à meneaux. L'archevêque Jean II de Nassau ordonna en 1418 la construction d'une chapelle funéraire à deux niveaux devant le chœur orienté dans l'axe de la nef principale, dont il subsiste aujourd’hui la crypte souterraine (dite chapelle souterraine de Nassau). L'extérieur de la cathédrale fut orné dans le style gothique jusqu'au XVe siècle : le cloître à deux niveaux fut complètement remanié dans le style gothique entre 1390 et 1410. On estime que Madern Gerthener (de) a collaboré à la construction de la chapelle de Nassau et de ce cloître. Quoi qu'il en soit, il est certain que le portail de la chapelle votive, au passage vers l'allée ouest du cloître, est son œuvre.
Les piliers est (1361) et ouest (1418) de la croisée du transept ont été couronnés de chambres de cloche et ont conservé leurs clochers escarpés. Ces travaux ne furent terminés qu'en 1482. Le clocher élevé de la tour orientale fut remplacé dès 1579 par une flèche octogonale plus basse. À cause du poids énorme de la chambre des cloches, il fallut en 1430 introduire un pilier de décharge dans le chœur orienté, pilier qu'on ne devait déplacer qu'après la ruine du clocher en 1871. Même les escaliers à vis de Saint-Gille et la chapelle Saint-Gotthard furent coiffés de tourelles (tour lanterne) gothiques. La collégiale Sainte-Marie aux Marches (dédiée à la Sainte Vierge) construite sur le modèle de Saint-Martin fut reconstruite entièrement. Une fois terminés les remaniements gothiques, l'édifice ne subit plus de modifications jusqu'en 1767, hormis quelques travaux ponctuels de confortement. Seul le mobilier fut changé.

### Éléments baroques
La grande tour ouest du transept, incendiée (comme le reste de la toiture) par la foudre le 22 mai 1767 fut reconstruite en 1769 par Franz Ignaz Michael Neumann, le fils de l'illustre Balthasar Neumann, avec un pinacle en pierre de plusieurs étages, auquel la cathédrale doit aujourd’hui son aspect caractéristique. Neumann fit aussi reconstruire tous les pans de la toiture de l’aile ouest en pierre pour les rendre ininflammables. Il fit également réparer les tours d'angles de cette aile ouest. Neumann, qui était un artiste baroque, sut pourtant mêler dans ses interventions sur la cathédrale des éléments traditionnels du gothique flamboyant et du style roman.
En outre, les gables gothiques des chapelles latérales furent supprimés, et on substitua des urnes aux pinacles des contreforts. La girouette de la tour occidentale elle-même, surnommée « le coq » (der Domsgickel), qui a inspiré plusieurs carnavals ainsi que de nombreuses compositions littéraires de poètes mayençais, appartient par son style aux éléments rapportés à cette époque à l'édifice.
L'âge baroque modifia également le chromatisme de la cathédrale : comme beaucoup de constructions baroques, l’intérieur de la cathédrale fut repeint entièrement en blanc en 1758, et l'on posa des vitraux monochromes. On peut en déduire que la cathédrale n'était naguère pas peinte en blanc comme l'avait encore été l'édifice de Willigis et Bardo.

### Modifications duXIXesiècle

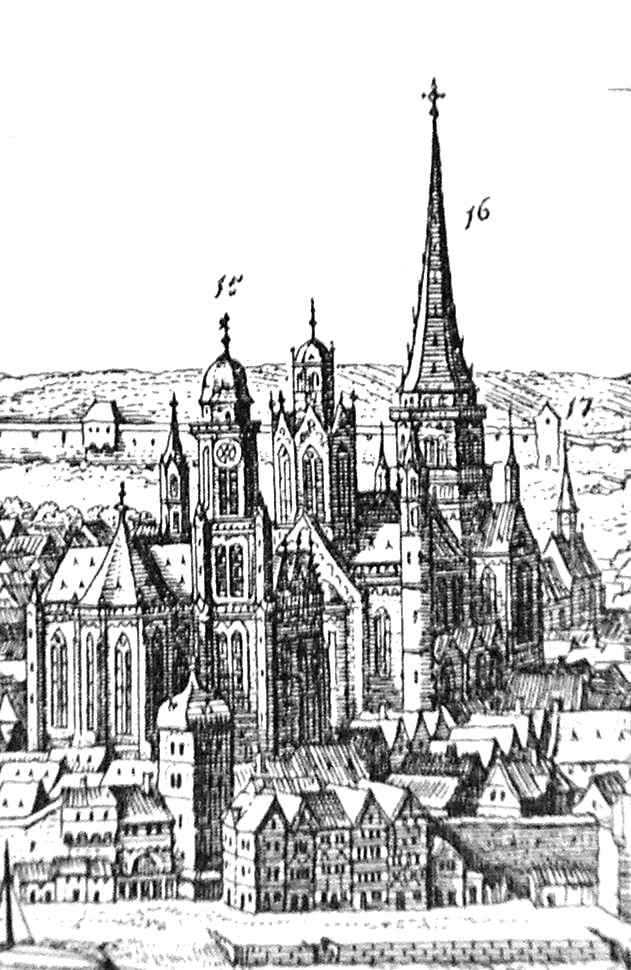
La cathédrale sur un plan de Mayence de 1633 dû à Merian. Devant la cathédrale, l'église de la Sainte-Vierge, qui dut être abattue 1803 par suite des bombardements en 1793. La cathédrale comporte encore sa couverture de l'époque gothique.

La décadence du vénérable archevêché et la confusion qui s'ensuivit ne furent pas sans conséquence pour la cathédrale elle-même. La cathédrale fut durement affectée par les bombardements prussiens de 1793. Lors du siège et du terrible bombardement de la forteresse de Mayence, pendant l'été de 1793, par l'armée allemande coalisée, des incendies éclatèrent dans divers quartiers de la ville. Dans la nuit du 28 au 29 juin, à la suite d'une grêle de bombes et d'obus, le feu prit aux tours et à la nef de la cathédrale, si chère aux Mayençais. Les provisions d'effets militaires entassés dans l'intérieur, ainsi que la célèbre bibliothèque installée dans l'annexe, furent la proie des flammes. Les neuf cloches de la grande tour, les cinq autres de la tour occidentale, 
ainsi que la belle horloge, furent fondues et complètement détruites. À l'entrée en fonctions de l'évêque Colmar, la vieille et respectable cathédrale ne formait plus qu'un amas de ruines. La toiture, la charpente des cloches, la coupole, les portes, les escaliers, les orgues, les fenêtres, les autels, les sacristies, tout ce qui était combustible, avaient été abîmés par les flammes. Il ne restait plus que les voûtes et la tour en pierres qui avaient résisté au feu. Le dôme servait depuis dix ans de magasin de fourrage ; ce qui avait causé de nouveaux dégâts. Lors de la réoccupation de la ville, par les Français en 1794, le pillage continua, les ouvrages d'art qui n'avaient pas été détruits furent vendus. Le groupe d'édifices à l'est et le cloître ont été plus particulièrement touchés, mais même l'église Sainte-Marie aux Marches, de style gothique, fut gravement endommagée ; on la rasa en 1803, sans raison.
Dans les années qui suivirent la proclamation de la République de Mayence, la cathédrale servit d’entrepôt (plus précisément de magasin militaire), et le mobilier intérieur fut mis aux enchères. La cathédrale elle-même était menacée de destruction lorsque l'évêque Colmar intercéda auprès de Napoléon pour lui éviter ce funeste destin. Colmar rendit la cathédrale à sa vocation primitive, ce qui déclencha toute une série de travaux de réparation qui devaient s'étaler jusqu'en 1831. Puis l’intérieur fut réaménagé et les charpentes remplacées. Ces travaux furent interrompus par les confiscations sporadiques de la Grande Armée, qui après les défaites de la campagne d'Allemagne (1813), employa la cathédrale d'abord comme porcherie puis comme un hôpital militaire, accueillant jusqu'à 6 000 soldats atteints du typhus. Pour l'occasion, la plus grande partie du mobilier termina en bois de chauffe, bien que dès 1803 la conversion de l'édifice en magasin à munitions eût déjà eu pour effet de faire disparaître d'authentiques meubles d'époque. Ce n'est à vrai dire qu'à partir de novembre 1814 que la cathédrale recouvra sa fonction sacrée. C'est alors que la toiture et la grande tour ouest furent réparées par l'architecte d’État Georg Moller. Moller, en 1828, coiffa le vieux clocher gothique d'une coupole en fer forgé terminée par une flèche. Celle-ci fut démontée avec le clocher gothique en 1870, non seulement parce qu'on attribuait la formation de fissures dans la maçonnerie au poids excessif de ces éléments, mais aussi parce que cette coupole était décriée du public.

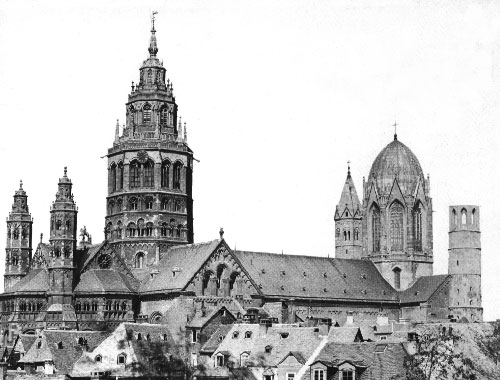
La cathédrale en 1868 et sa « coupole Moller » controversée.

La tour lanterne néo-romane du transept, que l'on peut admirer aujourd’hui, a été érigée en 1875 par P. J. H. Cuypers. L'œuvre de Cuypers mit un point d'orgue aux longs travaux de réparation de l'aile orientale. Comme la tour lanterne était à présent soulagée de la pesante chambre des cloches, le vieux pilier de décharge gothique put être supprimé. On reconstruisit par ailleurs la crypte du chœur orienté, sans égard pour la hauteur sous voûte voulue par Henri IV.
Les clichés historiques de la fin du XIXe siècle montrent également que la cathédrale, en opposition avec les canons de l'âge baroque précédent, avait « repris des couleurs ». La peinture de l'édifice est une initiative de l’École Nazaréenne, et elle est essentiellement l'œuvre de Philipp Veit, entre 1859 et 1864. De cette école subsistent aujourd’hui les scènes bibliques du Nouveau Testament qui ornent les voûtes de la nef principale.

### Travaux de restauration auXXesiècle

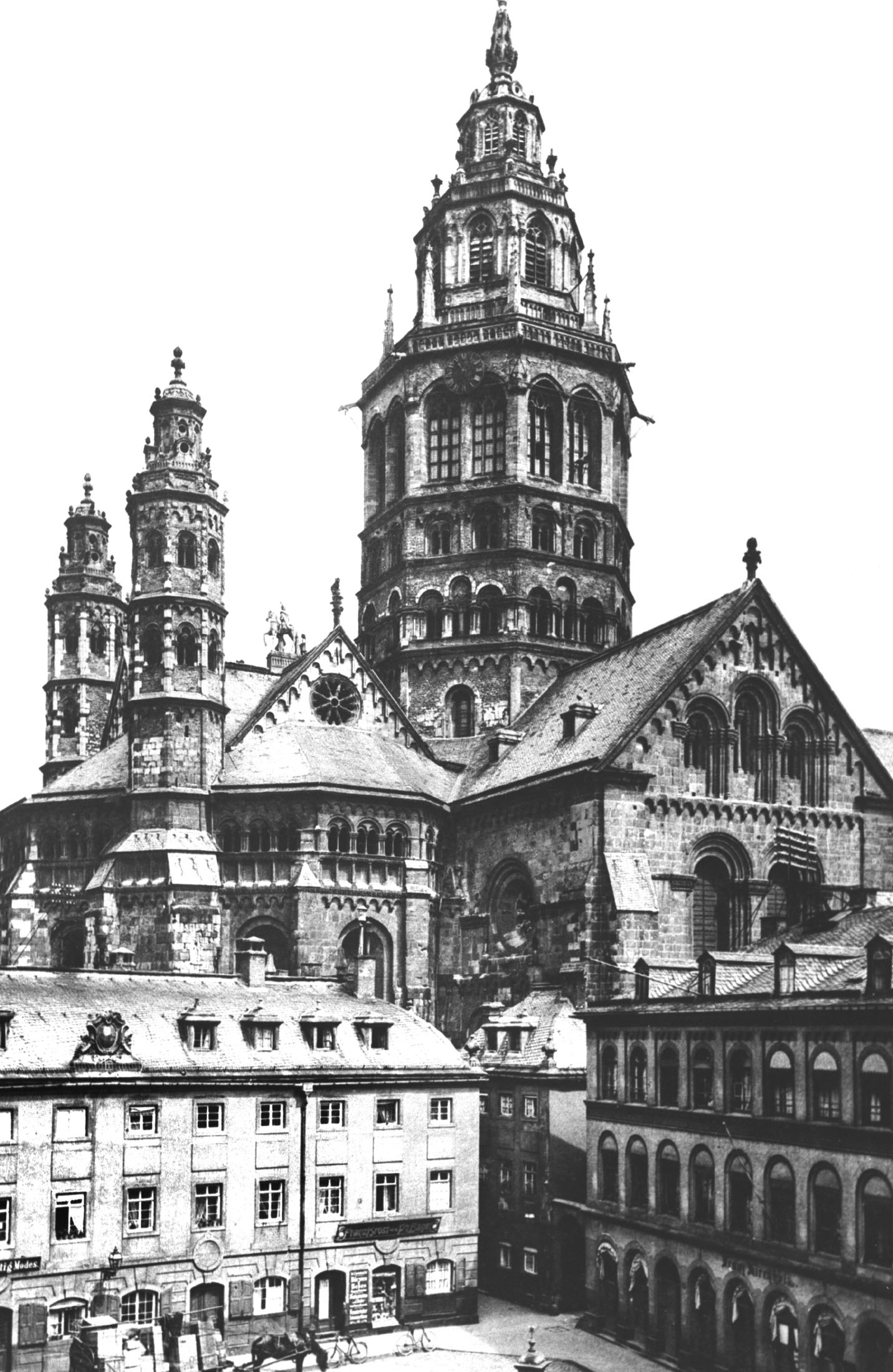
La cathédrale il y a plus d'un siècle (1890-1900).

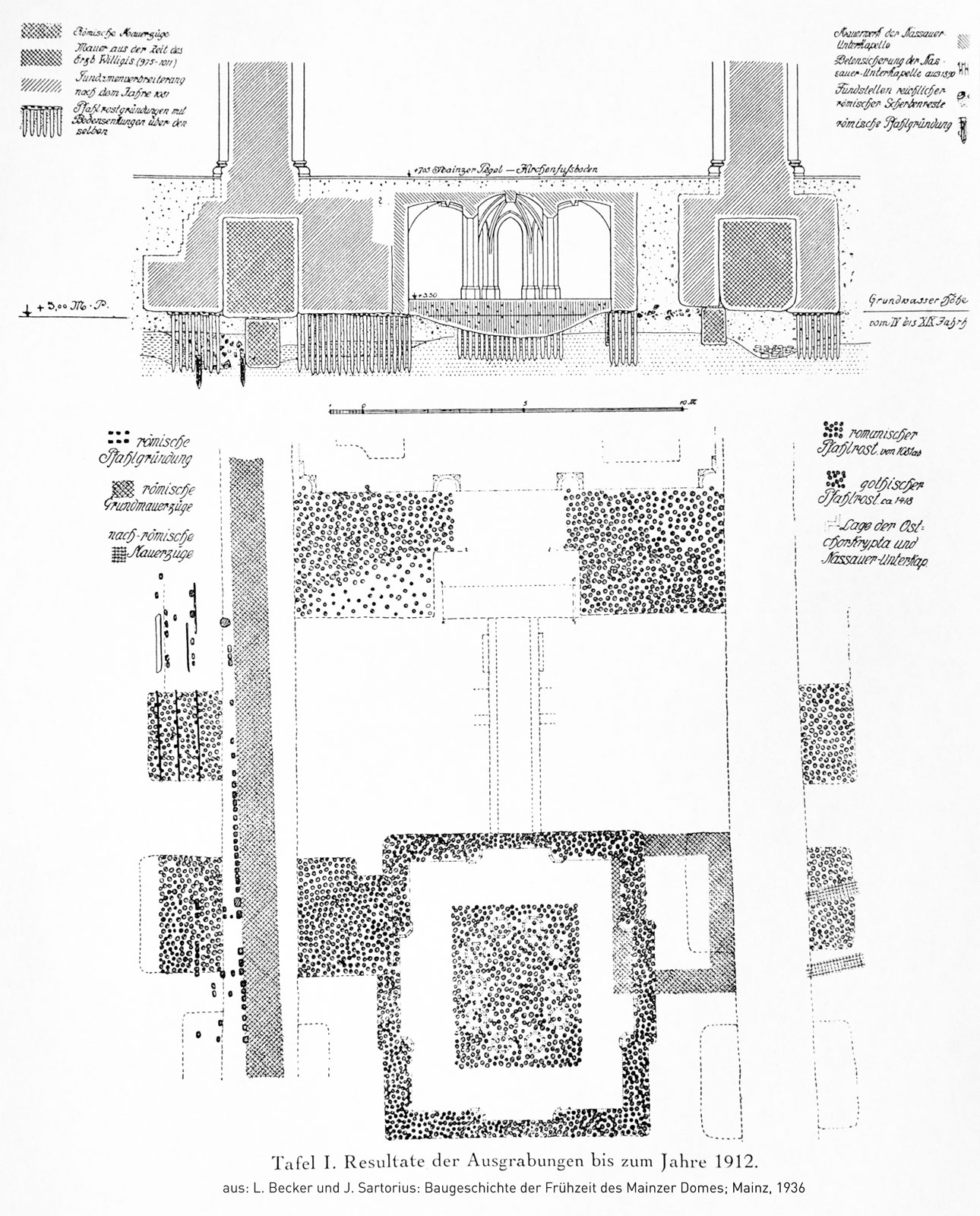
Plan des fouilles jusqu’en 1912. Situation de la fondation de la cathédrale Saint-Martin de Mayence autour des cryptes et de la chapelle souterraine des évêques de la Maison de Nassau : section transversale et plan, exécutés par Ludwig Becker, architecte en chef de la cathédrale de Mayence de 1909 à 1940.

Les interventions sur la cathédrale au cours du XXe siècle furent principalement dictées par un souci de conservation. La première mesure prise s'imposa lorsque l'on découvrit que les pieux de bois servant de fondation à la cathédrale se mettaient à pourrir par suite de l'abaissement de la nappe superficielle et de la mise en place de gouttières. L'abaissement du niveau de la nappe était une conséquence des rescindements du cours du Rhin entrepris à la fin du XIXe siècle.
Les travaux débutèrent en 1909. Comme on les avait provisoirement suspendus vers la fin de la guerre, les fissures affectant les murs reprirent de plus belle par suite de l'instabilité des fondations, au point que l'équilibre de la cathédrale était sérieusement menacé. Aussi mit-on en place des fondations en béton armé sous l’édifice entre 1924 et 1928. On conforta les voûtes et les superstructures des tours avec du béton et des tirants en acier, et l’on renforça les murs du triforium avec un béton projeté porteur (ces projections de torcrete ont en partie bouché les nombreux évidements historiques pratiqués dans la charpente, ce qui gêne aujourd’hui la datation précise de la nef principale). On posa en outre les pavés de marbre rouge actuels et l'on déplaça la plupart des fresques de Philipp Veit. L'architecte Paul Meyer-Speer leur substitua un complexe chromatique qui, par le jeu des différentes teintes naturelles du grès, restitue exactement la texture originelle des murs. On peut encore aujourd’hui retrouver le résultat de ce traitement chromatique sur la nef centrale de la cathédrale de Spire. Le projet subsiste de revenir à la technique de Meyer-Speer pour restaurer la cathédrale de Mayence.
Mayence fut la cible de plus d'un grand bombardement au cours de la Deuxième Guerre mondiale. En août 1942, la cathédrale reçut plusieurs impacts. L'étage supérieur du déambulatoire du cloître fut détruit, et la plupart des toitures de la cathédrale furent incendiées. Les voûtes, en revanche, résistèrent à tous les bombardements. Les travaux de réparations extérieurs d'après-guerre, qui comprenaient également le déblaiement des gravats, de même que la restauration intérieure avec le remplacement des vitraux, s'étala jusqu'aux années 1970. Les derniers travaux consistèrent à repeindre l'extérieur de la cathédrale avec un pigment rouge à base de silicates, à la demande du conservateur diocésain, Wilhelm Jung. Les parements extérieurs de la cathédrale n'avaient auparavant jamais été décapés, ce qui conférait à l'édifice une couleur gréseuse. La coloration avec un pigment rouge permet d'assortir la cathédrale à la plupart des bâtiments historiques de Mayence (par exemple le Château des Princes-Électeurs). À la fin des travaux de confortement, en 1975, on entreprit de préparer le jubilé du millénaire.

### Restaurations récentes
En 2001, une nouvelle campagne de restauration, dont on estimait initialement la durée à 15 ans, a repris. Toutes les parties de la cathédrale sont concernées, aussi bien à l'intérieur qu'à l'extérieur. Si le choix du coloris à l'extérieur est contraint par l'homogénéité avec le paysage urbain, en revanche en ce qui concerne les peintures intérieures on envisage un retour aux couleurs d'après les restaurations de 1928 (cf. supra). Le mobilier est en partie concerné également : ainsi, on débat depuis longtemps sur la possibilité d'installer de grandes orgues (un orgue « en nid d'hirondelle », qui serait pratiquement accroché au mur sous le triforium).
Après une réhabilitation complète, la chapelle du Saint-Sacrement a été déclarée rouverte le 11 septembre 2007 par le cardinal Karl Lehmann. Les deux vitraux de la chapelle ont été remplacés par le vitrailliste Johannes Schreiter. L'autel a été réparé et des tableaux du peintre contemporain Bernd Zimmer, apparenté au courant artistique des Neue Wilde, ont été installés.

## Couronnements
Du XIe au XIIIe siècle, de nombreux couronnements ont eu lieu à Mayence. Au haut Moyen Âge, puis au Moyen Âge tardif, toutefois, Aix-la-Chapelle était la ville de sacre légitime au regard de la tradition : un sacre à Mayence était considéré comme un vice de forme, qui entachait la cérémonie de nullité. Tous les couronnements ne se sont pas tenus dans la cathédrale de Mayence elle-même, car celle-ci, comme il a été dit plus haut, fut parfois endommagée par des incendies.
Dans la cathédrale eurent lieu les couronnements suivants :
- Agnès de Poitou en 1043 par l'archevêque Bardo;
- Rodolphe de Rheinfelden (dit Rodolphe de Souabe, anti-roi opposé à Henri IV du Saint-Empire) le 26 mars ou le 7 avril 1077 par Siegfried Ier de Mayence;
- Mathilde (future épouse d’Henri V) par l'archevêque de Cologne Frédéric Ier de Schwarzenburg le 25 juillet 1110 ;
- Philippe de Souabe (8 septembre 1198) par l'évêque Aymon de Tarentaise;
- Frédéric II le 9 décembre 1212 par Siegfried II von Eppstein;
- Henri le Raspon le 22 mai 1246 par Siegfried III von Eppstein.

Quant aux sacres de :
- Henri II (le 6 juin 1002) par l'archevêque Willigis et celui de
- Conrad II (le 8 septembre 1024) par l'archevêque Aribon

ils se déroulèrent vraisemblablement dans l'ancienne cathédrale, l'église Saint-Jean de Mayence voisine.

## Mobilier et décoration
La cathédrale de Mayence (malgré les pertes irréparables survenues au cours de son histoire) s'enorgueillit de l'un des plus riches mobiliers religieux de toute la chrétienté. Les pièces les plus remarquables sont les autels et les sépultures des archevêques et de certains prélats.

### Histoire

#### Au temps de Willigis

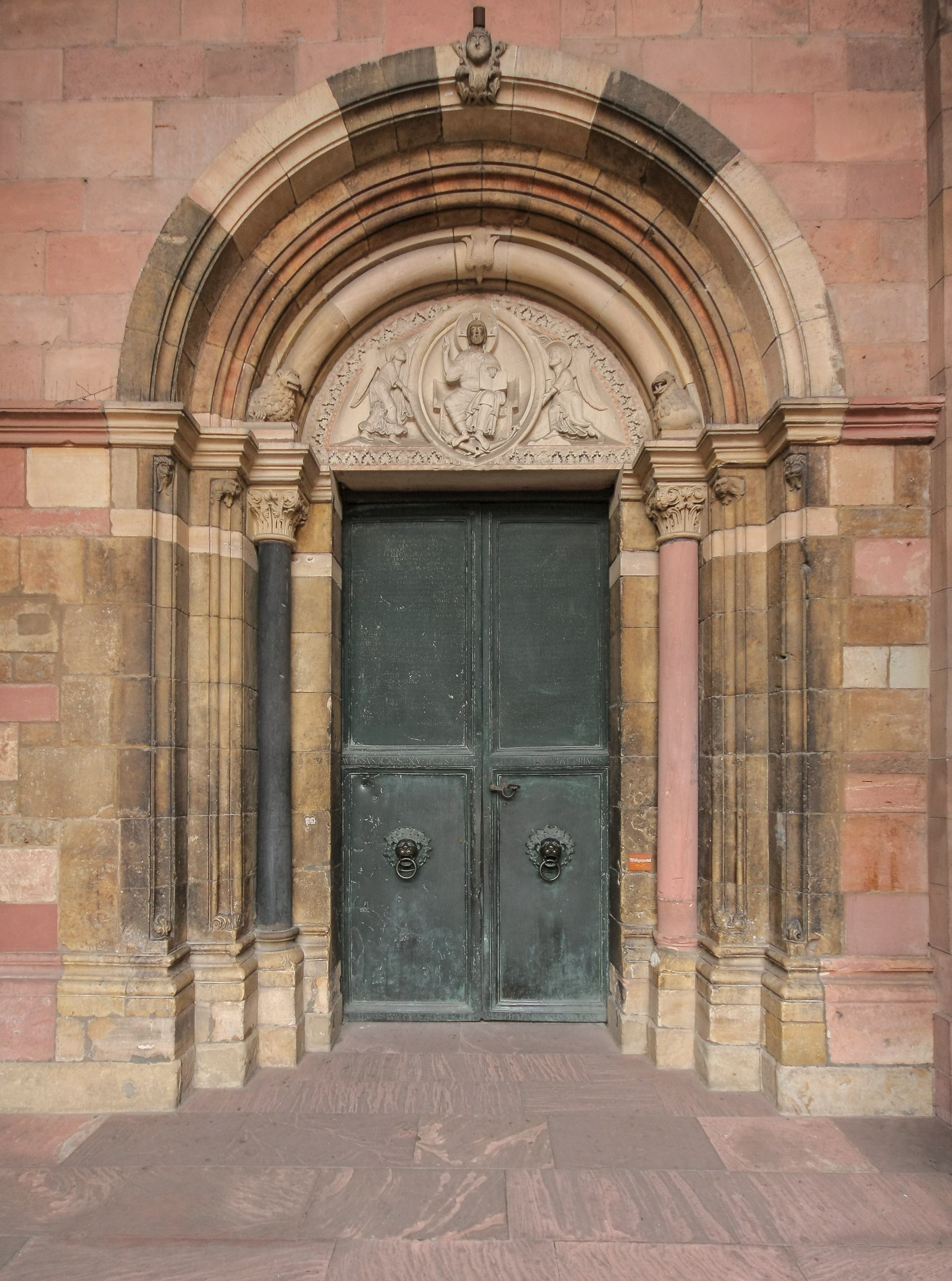
La Porte du Marché de style roman avec ses vantaux en bronze, est une commande du premier archevêque, Willigis.

Le plus ancien objet d'art dont les dates d'installation et de destruction sont parfaitement connues est la Croix de Benna. Cette croix triomphale en bois était plaquée d'or avec une effigie du Christ plus grande qu'au naturel en or massif. L'archevêque Willigis l'avait financée sur les revenus de l'octroi. Dès le Haut Moyen Âge, entre 1141 et 1160, les archevêques la firent démonter pièce par pièce pour fondre le métal et financer leur administration.
On a par contre conservé les portes en bronze coulées par Maître Bérenger pour le compte de Willigis. Ces portes, comme le vante l'inscription gravée, étaient alors les premières portes en métal coulées depuis Charlemagne. Les tenants de la théorie selon laquelle Willigis aurait voulu, avec sa cathédrale, ravir à Aix-la Chapelle la dignité de ville de sacre, présentent cette mention comme une démonstration supplémentaire de puissance. Les portes paraient à l'origine l'église Sainte-Marie, dressée en face de la cathédrale. Cet édifice s'étendait vraisemblablement jusqu'au Rhin et c'est par ces portes qu'on accueillait cérémonieusement le nouveau roi (resp. nouvel empereur), arrivant par bateau. En 1135 l'archevêque Adalbert Ier de Sarrebruck fit graver sur la partie supérieure des battants la charte qu'il venait d'octroyer à la ville. À la destruction de l’église Sainte-Marie en 1803, les portes rejoignirent la cathédrale dont elles ornent aujourd’hui la Porte du Marché.
On n'en sait guère plus sur le mobilier de la cathédrale de Willigis. Comme l'édifice prit feu le jour prévu pour sa consécration, il est possible qu'il n'ait pas été plus richement meublé par la suite.
En raison des nombreuses extensions et remaniements de l’édifice, il ne reste plus aujourd’hui, hormis la construction elle-même et quelques vestiges trouvés dans les tombes, d'objets d'époque romane dans la cathédrale. Parmi les exceptions, il faut mentionner le crucifix d’Udenheim, qui toutefois n'est pas un ornement d’origine, mais a été racheté en 1962 à l'église d’Udenheim. La date de fabrication de cette croix est controversée : pour certains, elle remonterait au VIIIe siècle, mais on s'accorde généralement sur une origine entre 1070 et 1140.

#### L'héritage gothique
Le mobilier ne s'enrichit qu'avec l'éclosion du gothique. À partir de 1278, on édifia dans les chapelles latérales des autels qui furent pour la plupart remplacés à l'époque baroque. L'autel le plus remarquable conservé de cette époque est l'autel de la Sainte Vierge, de style gothique flamboyant, arborant la « Belle Mayençaise ». La grande cathèdre de la nef principale date également de cette époque. L'église Sainte-Marie comportait aussi des meubles de style gothique, parmi lesquels les grands fonts baptismaux, qui datent de 1328 et qui sont l'une des plus grandes (pour ne pas dire la plus grande) forme jamais coulée d'une pièce en étain. Les fonts baptismaux se trouvaient dans l'église de la Sainte-Vierge parce que celle-ci servait de lieu de baptême pour la paroisse de la cathédrale : au Moyen Âge, on ne baptisait pas dans la cathédrale elle-même. Les fonts se trouvent aujourd’hui dans l'aile-nord de la nef.
L'église Sainte-Marie abritait également un portrait de Marie Mère de Dieu, que l'on peut voir aujourd’hui dans l’église des Augustins. De la période de transition qui va du gothique flamboyant à la Renaissance, subsiste encore une « Mise au tombeau » due à un certain Maître Albert, qui se trouve aujourd’hui dans une des chapelles latérales de la cathédrale. On n'a plus en revanche que des fragments du jubé ouest du Maître de Naumburg. Ces vestiges sont conservés pour la plupart dans le Musée de la cathédrale et du diocèse.

#### Périodes baroque et rococo

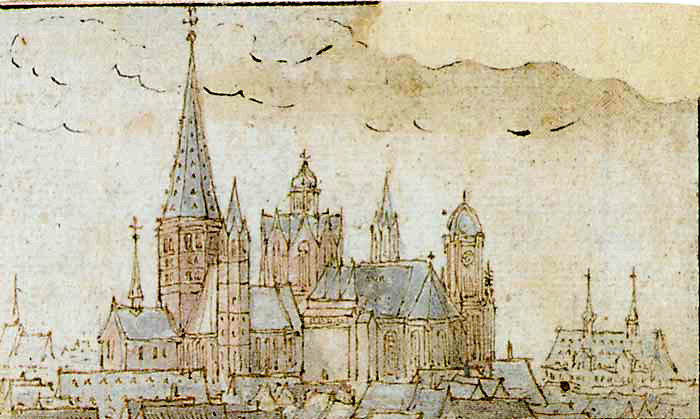
Wenceslas Hollar, plume et lavis de 1632

Mayence fut occupée en 1631 par les Suédois, qui pillèrent la cathédrale. C'est pourquoi on peut encore voir aujourd’hui au musée d’Uppsala une partie du trésor de Mayence. Les nombreux retables peints par Matthias Grünewald pour la cathédrale de Mayence, et attestés par divers témoignages, ont quant à eux disparus au fond de la Baltique lorsque le navire suédois qui les emportait comme butin de guerre coula.
Après la Guerre de Trente Ans, Mayence, sous les règnes des archevêques Jean-Philippe de Schönborn (1647 - 1673) et Lothar Franz von Schönborn (1695 - 1729) connut un nouvel âge d'or, avec une fièvre de construction : aussi la cathédrale ne manque-t-elle pas de meubles de style baroque. Plusieurs autels médiévaux furent remplacés à cette époque, de nouveaux furent commandés, tels par exemple l'autel de Nassau de 1601, qui se trouve dans l'aile nord de la nef. Le jubé ouest du Maître de Naumburg fut démantelé en 1682 et remplacé par des chœurs miniatures de style baroque (cf. supra). L'année suivant, on démonta l'étage supérieur de la chapelle de Nassaue, qui se dressait au milieu de la nef principale. L'étage inférieur a subsisté jusqu'à aujourd’hui.
Le plus grand et le plus important des meubles, toutes époques confondues, est cependant la grande cathèdre du chœur ouest de style Rococo. Elle a été ciselée entre 1760 et 1765 par Franz Anton Hermann. L'ornementation, qui est couronnée par l'effigie de Saint Martin depuis le baldaquin de l'évêque représente, non pas un épisode de la bible, mais les armoiries de l'archevêché et de ses principaux dignitaires, et devait traduire la puissance et la noblesse du vénérable archevêché. La cathèdre du chœur orienté est moins soignée et provient de la chapelle Saint-Gangolphe, abattue sous l'occupation napoléonienne.

#### Période contemporaine
Au XIXe siècle, on se consacra essentiellement à l'édifice, et il n'y a rien de particulier à mentionner concernant le mobilier. Pour ce qui est du XXe siècle, il faut mentionner le grand crucifix de bronze du transept ouest, réalisé pour le jubilé du millénaire, et qui célèbre des épisodes historiques. Autre pièce remarquable, le reliquaire des saints de Mayence consacré en 1960, est conservé dans la crypte orientée de la cathédrale.

#### Le mobilier funéraire

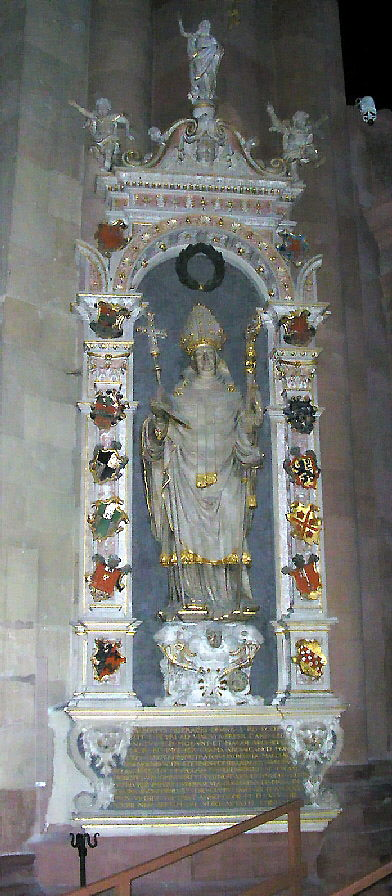
Stèle funéraire de l'archevêque de Mayence et de Magdebourg, le cardinal Albert de Brandebourg.

Le mobilier funéraire occupe une place importante en histoire de l'art. De ce point de vue, la cathédrale de Mayence offre la plus grande variété de pièces de ce type pour tout le Saint Empire Romain Germanique. Ces monuments sont l'expression de la fierté des archevêques de Mayence, qui autrefois représentaient non seulement la plus grande province ecclésiastique du Nord des Alpes, mais étaient les plus grands princes électeurs d'Allemagne, et furent longtemps les Primas Germaniæ et les représentants du pape lui-même dans les pays de langue allemande. Avec l'érection du monument de son prédécesseur, chaque nouvel archevêque prenait rang dans la dynastie des archevêques de la ville et revendiquait ainsi pour lui-même les privilèges acquis au fil des générations. Les monuments funéraires n'étaient pas seulement érigés au bénéfice des archevêques, mais aussi des membres du chapitre canonial. Au plan stylistique, toutes les périodes artistiques européennes sont représentées, du gothique au néo-gothique du XIXe siècle en passant par le baroque. Vers la fin du XIXe siècle, on commença à renoncer aux représentations figurées.
La plus ancienne de ces statues est celle de l'archevêque Siegfried III von Eppstein († 1249). Elle le représente (comme ce sera plus tard le cas avec la statue de Pierre d'Aspelt) en tant que faiseur de roi, et fut pensée à l'origine pour servir de gisant, ce que l'on reconnaît au coussin ciselé derrière la nuque de l'archevêque. Ce n'est que plus tard qu'on l'adossa en position verticale contre un pilier de la nef principale, puis en 1834 on la coloria avec de la peinture à l'huile.
La première statue directement apposée contre un mur fut celle de l'archevêque Konrad II von Weinsberg († 1396). Les monuments de ses successeurs du XVe siècle comptent au nombre des plus somptueux, qualitativement parlant : signalons plus particulièrement ceux de Jean II de Nassau et Konrad III von Dhaun.
Se rattachant à la période de transition du gothique flamboyant à la Renaissance, les statues les plus remarquables sont celles de l'archevêque Berthold von Henneberg, qui fut le premier à se faire dresser deux monuments, vraisemblablement de son vivant. La stèle est faite d'un marbre rouge qui à l'époque était hors de prix, et a été confectionnée avec des morceaux d'autres statues de moindre valeur qu'on a démontées. La statue d'Uriel von Gemmingen est elle aussi remarquable : elle est entièrement différente des autres, car l'archevêque, loin de prendre une pose majestueuse, est à genoux en prière au pied d'une croix.
La statue du cardinal Albert de Brandebourg est typique de la Renaissance. À la fois archevêque de Mayence et de Magdebourg, il en porte le pallium sur le monument. Ce prélat avait également prévu qu'on lui érige une stèle, que l'on peut voir aujourd’hui juste à côté de la statue. L'inscription votive est unique parmi toutes celles de la cathédrale, en ceci qu'elle est rédigée en allemand. Le symbolisme et le chromatisme du monument d'Albrecht se retrouvent de manière caractéristique sur le monument de son successeur Sebastian von Heusenstamm, qui est l'œuvre du même artiste.
Le dernier de ces monuments à représenter le défunt en statue est celui de l'archevêque Damien-Hartard de la Leyen. Les monuments ultérieurs (lorsqu'ils sont encore de style figuratif) ne représentent que des décors. Ainsi par exemple le monument funéraire d'un laïc (le seul de la cathédrale) représente le comte Karl Adam von Lamberg (tué en 1689) sortant de son cercueil au jour de la Résurrection. Le plus grand monument funéraire de la cathédrale, haut de 8,33 m, dédié au prieur Heinrich Ferdinand von der Leyen, date de cette même époque, celle du baroque tendance rococo.
Vers 1800, on commença à s'intéresser de nouveau à l'art du Moyen Âge. Les tombeaux furent de nouveaux ornés de bas-reliefs comme celle de l'évêque réputé Wilhelm Emmanuel von Ketteler. Depuis 1925, tous les évêques sont inhumés dans les niches de la nouvelle crypte ouest.

### Les cryptes et la chapelle de Nassau
La cathédrale possède deux cryptes et une chapelle souterraine.
La crypte ouest, dite crypte de Lull abrite notamment le caveau des évêques dans lequel reposent entre autres :
- Ludwig Maria Hugo (1871-1935)
- Albert Stohr (1890-1961)
- Josef Maria Reuß (1906-1985), évêque auxiliaire
- le cardinal Hermann Volk (1903-1988)
- Wolfgang Rolly (1927-2008), évêque auxiliaire
- le cardinal Karl Lehmann (1936-2018)

La crypte orientée existait déjà au Moyen Âge, mais fut bientôt comblée (pendant ou peu après sa construction) pour rendre au plancher de la cathédrale une assise horizontale uniforme. En fut recreusée en 1877. Elle sert surtout de mémorial pour tous ceux dont le destin est mêlé à l'histoire du diocèse de Mayence, en particulier les saints rhénans, auxquels on a destiné un reliquaire. Parmi les saints mayençais figurent Boniface de Mayence et Hildegarde von Bingen.
La chapelle des évêques de la Maison de Nassau a été creusée en 1417 et comportait à l'origine deux niveaux, et donc faisait une protubérance sur le sol de la nef principale. on y accède par un étroit couloir situé sous la crypte orientée. De nos jours ne subsiste que l'étage inférieur, qui abrite une « Mise au tombeau ». Dans la chapelle basse était un dais avec un autel dédié à saint Martin, don de l'archevêque Jean II de Nassau en 1417 ou 1418. Cette chapelle n'est ouverte que pendant la Semaine sainte. On pouvait à l'origine y accéder par des escaliers processionnels depuis la nef principale. L'accès depuis la crypte orientée a été condamné au début du XXe siècle au cours des travaux de restauration des fondations ; à l'emplacement des escaliers se trouvent aujourd’hui des puits de visite qui mènent au galeries sous les fondations de la cathédrale.

### Les grandes orgues

#### Les premières orgues
Les plus anciens témoignages faisant état d'un orgue à demeure dans la cathédrale remontent à 1334. Ils ne fournissent toutefois aucune indication sur la facture de l'orgue lui-même, mais mentionnent seulement son utilisation pour l'office divin. On apprend qu'en 1468 un orgue a pris place sur le jubé ouest pour l'accompagnement choral : l'instrument pourrait avoir été l'œuvre de Hans Tugi (dit Hans de Bâle), qui a construit vraisemblablement en 1514 le premier grand orgue attesté de Mayence. Il est vrai que d'autres sources signalent que cet orgue était déjà prêt en 1501, et qu'Hans Tugi en 1514 n'a fait que modifier l'orgue déjà en place. La première réparation d'ampleur eut lieu en 1545-46. Les sources indiquent qu'il fallait surveiller et régler relativement fréquemment l'orgue de la cathédrale, ce qu'il faut sans doute rapprocher des conditions climatiques à l'intérieur de la basilique.
On installa un deuxième orgue en 1547 sur le jubé ouest, qu'il fallut réparer en 1560 en même temps que le grand orgue. Ces travaux ont été assurés par Veit ten Bent, qui parallèlement installait en 1563 un orgue entièrement nouveau pour la nef. L'instrument, qui comportait grand Orgue, positif et pédalier, fut installé « en nid d’hirondelle » dans la nef, contre la cathèdre.
Le doyen de la paroisse Saint-Jean, Johann Ludwig Güntzer, bénit en 1702 un nouvel orgue pour le jubé baroque, baptisé Güntzersche Chorettenorgel en hommage à son parrain. Il fut démonté en 1792 et reconverti en partie dans les orgues de Hochheim et de Miltenberg. Les Prussiens, qui en 1793 bombardaient Mayence sous occupation française, détruisirent au cours du siège l'orgue historique de Veit ten Bent. Du moins put-on récupérer quelques éléments de l'instrument lors de la reconstruction de la cathédrale en 1803, qui servirent à fabriquer un nouvel orgue, installé cette fois sur le petit chœur nord du jubé ouest.
Ce chœur fut équipé d'un nouvel orgue en 1866, comportant 10 registres disposant chacun d'un pédalier et d'un clavier. On y ajouta en 1899 un clavier supplémentaire. L'orgue fut installé au sud du chœur, la console débordant au milieu des bancs d'église, comme c'est d'ailleurs toujours le cas pour l'orgue de chœur actuelle. L'orgue Schlimbach fut à ce point endommagée au cours des travaux de restauration des années 1920 qu'on décida de le remplacer par un nouvel instrument, dont la fabrication fut confiée à la famille Klais. Cet orgue disposait de 75 registres accessibles par quatre pédaliers et quatre claviers. Il comportait un sommier et des soupapes à entraînement électro-pneumatique. Pour préserver les statues, on l'installa dans un coin derrière le chœur, ce qui n'était pas très heureux au plan de l'acoustique. Dès 1960, on envisagea de le démonter.

#### L'orgue actuel
La cathédrale de Mayence possède aujourd’hui l'un des orgues les plus compliquées d'Europe. Par égard pour la présevation du décor intérieur, les éléments composant l'instrument ont été intégrés à l'espace intérieur et sont inapparents. L'orgue de la cathédrale possède 114 registres et 7984 tuyaux.
Il se compose de trois grands ensembles :
- Chœur ouest : lors de la restauration de 1960, une partie de l'orgue Klais datant de 1928 a pu être récupérée par la sté Kemper, et convertie en un instrument distribué en deux parties à droite et à gauche derrière les stalles. L'orgue possède sa propre console dans le chœur même. De là, on peut également jouer l'orgue de l'aile nord.
- Nef : 
  - Orgue de la galerie sud : la cathédrale dispose au transept de deux chorettes, qui confèrent au nord et au sud du transept le même aspect que le jubé. La chorette sud supporte l'orgue de la galerie sud, voix de dessus de l'orgue. À l'heure actuelle, cet orgue reprend encore des éléments de l'orgue Klais de 1928. Au même endroit se trouve la console principal comportant six claviers, d'où l'on peut actionner tous les tuyaux de l'orgue dans son ensemble.
  - Orgue du mur nord : cet orgue est lui aussi composé d'une partie des quatre claviers de l'ancien orgue Klais. Il complète la voix de dessus de l'orgue de la galerie sud.
- Chœur orienté : l'orgue qu'a installé ici la sté Kemper est un instrument entièrement neuf de 1960. Par souci de préserver la décoration intérieure, il n'est pas placé dans la conque, c'est-à-dire au point focal de l'abside Est, mais en hauteur de part et d'autre des loges dites « impériales ». Bien qu'il possède sa propre console, cet orgue sert surtout à diriger le chant des fidèles et à accompagner les Heures.
- Particularités

Dans la chambre des cloches de la cathédrale, qui se trouvent en hauteur sur la nef nord, un registre avec un timbre de chamade a été installé en 2003. Ces tuyaux, baptisés par les fidèles « trompettes du cardinal » accueillent l'évêque les jours de fête.
- Autres détails

La chapelle Saint-Gothard, adjointe à la cathédrale, possède elle-même un petit orgue à tuyaux. Cet instrument, fabriqué par Oberlinger, n'est pas manœuvrable à distance.
Du fait de la mauvaise acoustique de la cathédrale, qui s'explique par la multiplicité des extensions données à la nef (essentiellement les chapelles gothiques, cf. supra § « Histoire »), la fonction d'organiste à Mayence exige des qualités particulières. L'écho de chaque note jouée dure près de six secondes, les notes émises de l'aile est ne parviennent aux oreilles de l'organiste à la console centrale qu'avec un léger décalage.

### Les cloches
À la suite des nombreuses destructions survenues au fil des décennies, il n'est désormais possible d'entendre que les septième et huitième séquences du carillon. La fondamentale du carillon est assurée par l'ensemble quadriphonique de cloches dues au fondeur mayençais Josef Zechbauer (si0-do1-fa1-sol1) et coulées en 1809 dans le cloître de la cathédrale. Le maître-fondeur d’Heidelberg Friedrich Wilhelm Schilling a rectifié en 1960 le timbre de trois des cloches et complété le carillon de quatre autres cloches. En 2002, une cloche en fonte de 1917 a été remplacée par une cloche en bronze dans la veine de Schilling, fondue par l'atelier Ars Liturgica dans le cloître de Maria Laach.
Ce carillon est aujourd’hui le plus riche, au plan du timbre, de tout le diocèse.
La chaise d'appui en bois supportant les neuf cloches est installée à l'étage baroque (1775) de la tour-lanterne, dite Tour de l'Ouest. Cette charpente massive de 1809 a été conservée depuis et a été renforcée en 1960. Elle a été équipée de balanciers supplémentaires pour recevoir les cloches fondues en 1960 et en 2002. Les cloches de Josef Zechbauer ont conservé leurs balanciers d'origine.
| n° | Nom            | Fondamen- tale (16e)         | Poids (kg) | Fondeur         | Atelier de fonte | Année de fonte |
| 1  | Martinus       | si0-3                        | 3550       | Josef Zechbauer | Mayence          | 1809           |
| 2  | Maria          | do1-3                        | 2000       | Josef Zechbauer | Mayence          | 1809           |
| 3  | Albertus       | ré1-3                        | 1994       | F.W.Schilling   | Heidelberg       | 1960           |
| 4  | Willigis       | mi {\displaystyle \flat }1-3 | 1607       | F.W.Schilling   | Heidelberg       | 1960           |
| 5  | Joseph         | fa1-3                        | 1050       | Josef Zechbauer | Mayence          | 1809           |
| 6  | Bonifatius     | sol1-3                       | 550        | Josef Zechbauer | Mayence          | 1809           |
| 7  | Bilhildis      | si1-3                        | 548        | F.W.Schilling   | Heidelberg       | 1960           |
| 8  | Heiliger Geist | ré2-1                        | 274        | Ars Liturgica   | Maria Laach      | 2002           |
| 9  | Lioba          | fa2-3                        | 147        | F.W.Schilling   | Heidelberg       | 1960           |

## Dimensions
- Longueur
  - Extérieur : 116 m
  - Intérieur : 109 m
  - Nef centrale : 53 m
- Largeur
  - Nef centrale : 13,5 m
- Hauteur
  - Nef centrale : 29 m
  - Tour ouest : 83 m
  - Coupole est : 38 m
  - Coupole ouest : 44 m